# Groupe Les Échos-Le Parisien
Le Groupe Les Échos-Le Parisien est un holding français actif dans les médias, l'événementiel et la publicité.
Il détient le journal Les Échos, le journal Le Parisien, le magazine Connaissance des arts, ainsi que Mezzo, Radio Classique, le portail Boursier.com et l'institut Opinion Way.
C'est une filiale du Groupe LVMH du milliardaire Bernard Arnault. 
Son siège est basé à Paris.

## Historique
Le journal Les Échos a été fondé en 1908 par les frères Robert et Émile Servan-Schreiber, sous le nom de Les Échos de l’exportation, comme journal de promotion de l’entreprise familiale de quincaillerie et de mercerie. Au sortir de la Seconde Guerre mondiale, le quotidien  s'impose en une vingtaine d'années dans la presse comme le journal économique de référence en France. Racheté par le groupe britannique Pearson plc en 1988, il est revendu au groupe LVMH en novembre 2007.
Le Parisien, lui, voit le jour sous le nom Le Parisien libéré le 22 août 1944, fondé et dirigé par Émilien Amaury pour succéder au Petit Parisien, journal interdit à la Libération pour avoir continué de paraitre sous l'Occupation.
En 1994 l'édition nationale est rebaptisée Aujourd'hui en France tandis que le Parisien devient un quotidien régional diffusé à Paris et en Ile-de-France.
L'ensemble est racheté au groupe de presse Amaury par LVMH en décembre 2015.
La nouvelle entité devient le « groupe Les Échos-Le Parisien ».

## Présentation
Le groupe Les Échos-Le Parisien est présent dans de nombreux secteurs[réf. souhaitée] :
- la presse généraliste : Le Parisien, Aujourd'hui en France ;
- l’économie et la finance : Les Échos, LesEchos.fr, Enjeux-Les Échos, Investir, Investir Magazine, Investir.fr, Boursier.com et Capital Finance ;
- les arts et la culture : Connaissance des arts, Série limitée, Classica, Radio Classique, les Éditions Arléa, medici.tv, Mezzo, EuroArts Music International, Citadelles & Mazenod.
- le service aux entreprises : le Salon des entrepreneurs, les Échos Conférences, les Échos Formations, les Echos Solutions, les Echos Le Parisien Services, les Échos Éditions, les Échos Institut, les Échos Études (ex-Eurostaf), SID Presse, TPE-PME.com, Pelham Media.

Le siège social du groupe est installé au 10 boulevard de Grenelle, Paris 15e.

### En chiffres
L’ensemble de ces activités a permis au groupe d’enregistrer un chiffre d’affaires de l’ordre de 150 millions d’euros pour l’année 2009. En mars 2010, Les Échos se sont vu décerner « l’Étoile 2009 de l’OJD » qui récompense la progression de diffusion payée la plus forte des titres de presse quotidienne nationale. Ainsi, la diffusion totale du quotidien en 2009 s’élève à 127 361 exemplaires, celle d’Investir à 63 076 exemplaires, celle d’Investir Magazine à 61 991 exemplaires, celle de Connaissance des arts à 45 841 exemplaires et Capital Finance comptabilise près de 1 000 abonnés.
Pour la période 2018-2019, la diffusion des Echos est de 130 000 exemplaires et celle du Parisien-Aujourd'hui en France est de 290 000 exemplaires.
Le chiffre d'affaires du groupe pour 2019 est d'environ 400 millions d'euros.
En 2021, la société Citadelles & Mazenod est rachetée par le Groupe LVMH via la filiale médias de LVMH, le Groupe Les Échos-Le Parisien, qui édite le magazine Connaissance des arts.